# Kypello Kyprou 1951-1952
La Kypello Kyprou 1951-1952 fu la 15ª edizione della coppa nazionale cipriota. Vide la vittoria finale del Çetinkaya Türk, che così conquistò il suo primo titolo.

## Formula
Presero parta alla manifestazione tutte le otto squadre di A' Katīgoria: il torneo prevedeva tre turni: quarti, semifinali e finale entrambe di sola andata; la squadra di casa era scelta per sorteggio. Se una partita veniva pareggiata, si andava i tempi supplementari: in caso di ulteriore pareggio, era prevista la ripetizione sul campo della squadra che era in trasferta.

## Partite

### Quarti di finale
Le partite sono state giocate il 9 marzo 1952.
| Squadra 1    | Risultato | Squadra 2           |
| ------------ | --------- | ------------------- |
| APOEL        | 4 - 0     | Olympiakos Nicosia  |
| EPA Larnaca  | 0 - 4     | Çetinkaya Türk      |
| AEL Limassol | 3 - 1     | AYMA Nicosia        |
| Anorthōsis   | 0 - 3     | Pezoporikos Larnaca |

### Semifinali
| Squadra 1      | Risultato | Squadra 2           |
| -------------- | --------- | ------------------- |
| APOEL          | 0 - 3     | Pezoporikos Larnaca |
| Çetinkaya Türk | 1 - 0     | AEL Limassol        |

### Finale
| Arbitro: | Faik Mouftizate |

|                                         |           |                   |
| Partak 40’, 60’ Vetat Shialich (Jipsis) | Marcatori | 55’ Andras Pirgos |

## Tabellone
|  | Quarti di finale    | Quarti di finale    | Quarti di finale    |                     |                | Semifinali     | Semifinali | Semifinali |  |  | Finale | Finale | Finale |  |
|  |                     |                     |                     |                     |                |                |            |            |  |  |        |        |        |  |
|  | EPA Larnaca         | EPA Larnaca         | 0                   |                     |                |                |            |            |  |  |        |        |        |  |
|  | EPA Larnaca         | EPA Larnaca         | 0                   |                     |                |                |            |            |  |  |        |        |        |  |
|  | Çetinkaya Türk      | Çetinkaya Türk      | 4                   |                     |                |                |            |            |  |  |        |        |        |  |
|  | Çetinkaya Türk      | Çetinkaya Türk      | 4                   |                     | Çetinkaya Türk | Çetinkaya Türk | 1          |            |  |  |        |        |        |  |
|  |                     |                     |                     |                     | Çetinkaya Türk | Çetinkaya Türk | 1          |            |  |  |        |        |        |  |
|  |                     |                     | AEL Limassol        | AEL Limassol        | 0              |                |            |            |  |  |        |        |        |  |
|  | AEL Limassol        | AEL Limassol        | AEL Limassol        | AEL Limassol        | 0              | 3              |            |            |  |  |        |        |        |  |
|  | AEL Limassol        | AEL Limassol        |                     |                     |                |                |            |            |  |  |        |        |        |  |
|  | AYMA Nicosia        | AYMA Nicosia        | 1                   |                     |                |                |            |            |  |  |        |        |        |  |
|  | AYMA Nicosia        | AYMA Nicosia        | 1                   |                     | Çetinkaya Türk | Çetinkaya Türk | 4          |            |  |  |        |        |        |  |
|  |                     |                     |                     |                     |                |                |            |            |  |  |        |        |        |  |
|  |                     |                     | Pezoporikos Larnaca | Pezoporikos Larnaca | 1              |                |            |            |  |  |        |        |        |  |
|  | APOEL               | APOEL               | Pezoporikos Larnaca | Pezoporikos Larnaca | 1              | 4              |            |            |  |  |        |        |        |  |
|  | APOEL               | APOEL               |                     |                     |                |                |            |            |  |  |        |        |        |  |
|  | Olympiakos Nicosia  | Olympiakos Nicosia  | 0                   |                     |                |                |            |            |  |  |        |        |        |  |
|  | Olympiakos Nicosia  | Olympiakos Nicosia  | 0                   |                     | APOEL          | APOEL          | 0          |            |  |  |        |        |        |  |
|  |                     |                     |                     |                     | APOEL          | APOEL          | 0          |            |  |  |        |        |        |  |
|  |                     |                     | Pezoporikos Larnaca | Pezoporikos Larnaca | 3              |                |            |            |  |  |        |        |        |  |
|  | Anorthōsis          | Anorthōsis          | Pezoporikos Larnaca | Pezoporikos Larnaca | 3              | 0              |            |            |  |  |        |        |        |  |
|  | Anorthōsis          | Anorthōsis          |                     |                     |                |                |            |            |  |  |        |        |        |  |
|  | Pezoporikos Larnaca | Pezoporikos Larnaca | 3                   |                     |                |                |            |            |  |  |        |        |        |  |